# Белорецкий металлургический комбинат
Белорецкий металлургический комбинат (баш. Белорет металлургия комбинаты) — предприятие чёрной металлургии в Белорецке, специализируется на выпуске металлоизделий. С 2003 года входит в состав ПАО «Мечел».
Является градообразующим предприятием Белорецка. В состав комбината входят прокатный, сталепроволочный и канатный цехи, а также вспомогательные подразделения. Работают волочильные, прядевьющие и канатные машины, термотравильные и термоцинковальные агрегаты, гвоздильные станки, механизированные и автоматизированные поточные линии, металлорежущие станки с ЧПУ. В 1980 запущен автоматизированный прокатный цех с непрерывным проволочным станом.
Комплекс зданий, построенных на территории завода в XVIII—XIX веках, является памятником архитектуры федерального значения (включён в список объектов культурного наследия РФ под № 0300368000).

## История

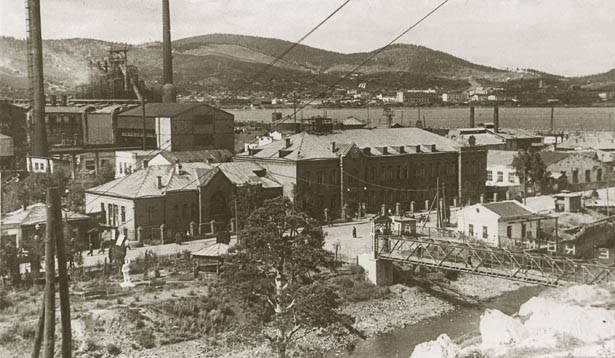
Вид на комбинат в 1957 году

Белорецкий чугуноплавильный и железоделательный завод был основан в 1762 году купцами И. Б. Твердышевым и И. С. Мясниковым. Первые строители и рабочие завода — крепостные крестьяне из Симбирского, Арзамасского, Нижегородского, Казанского, Алатырского и других уездов. Мощность завода достигала 122,5 тысяч пудов чугуна и 80 тысяч пудов железа в год.
Из-за Пугачёвского восстания в 1773 году Белорецкий завод был разорён и сожжён, но спустя три года был восстановлен, и уже в 1777 году предприятие практически вышло на прежний уровень производства, выдав 110 131 пуда чугуна. В 1784 году завод меняет владельца — завод переходит во владение старшей дочери И. С. Мясникова, которая выходит замуж за дворянина А. И. Пашкова и приносит в приданое Белорецкий завод. В 1800 году белорецкий чугун был высокого качества и одним из самым дешевых на Урале, а белорецкое железо, именуемое «Пашковским», славилось легкой ковкостью и пластичностью.
В 1866 году завод перешел в казенную опеку, а в 1874 году было учреждено «Акционерное общество Белорецких железоделательных заводов Пашковых». Хозяином акционерного общества стал Московский торговый дом «Вогау и Ко», которые приступил к переоборудованию завода. Модернизируются старые доменные печи, увеличивается их высота и объём. Значительной перестройке подверглось и кричное производство. В 1876 году старые кричные горны были заменены 12 шведскими двухфурменными, более высокопроизводительными. В 1894 году пущена первая мартеновская печь. Печь была емкостью 915 пудов (15 тонн) стали. Шихта, в том числе и чугун, загружались в холодном виде вручную. Подвозка руды производилась на лошадях с горы Магнитной. К 1900 году производство стали возросло до 13414 тонн.
В 1882 году запущен прокатный цех, были установлены прокатные станы: крупносортный, мелкосортный и проволочный. В 1912 году введен в эксплуатацию сутуночно-заготовительный стан «650». На стане прокатывали сортовое железо, заготовку и сутунку для переката на лист.
В 1912 году началась история узкоколейной железной дороги, которая имела протяженность около 400 километров и соединяла посёлки Запрудовку (Катав-Ивановск), Инзер и Тукан с Белорецком. Она десятки лет была транспортной артерией по доставке продукции комбината и связующим звеном между его многочисленными удаленными подразделениями.
В 1913—1914 годах была построена заводская электростанция. В 1915 году закончена перестройка корпуса мартеновского цеха, и в том же году введен в эксплуатацию стан «260» для производства круглой и квадратной катанки.
В 1914 году вступил в строй проволочно-гвоздильный завод. В его трех корпусах размещались волочильный цех с отделениями травления и отжига металла, гвоздильный цех, цех изготовления телеграфных крючьев, а также механическая мастерская и понизительная подстанция. Через год был построен цех конно-подковных гвоздей, а ещё через два — начал работать цех колючей проволоки.
В период революции и гражданской войны Белорецкие заводы были практически остановлены и только в 1921 возобновили работу. В июле 1918 года из рабочих Белорецкого металлургического завода был сформирован 270-й Белорецкий социалистический полк, совершивший героический рейд в составе Уральской партизанской армии под командованием В. К. Блюхера. Они достигли довоенного уровня по производству продукции к 1925—1926 годам. В 1923 году на Белорецкий завод приехал Председатель Всероссийского Центрального Исполнительного Комитета М. И. Калинин. Такие визиты на предприятия представителей высшего руководства страны стали одним из действенных методов мобилизации всех сил на восстановление народного хозяйства, пострадавшего в ходе гражданской войны. В 1968 году в память об этом событии Белорецкому металлургическому комбинату присвоили имя М. И. Калинина.
В 1926 году со строительством Белорецкой узкоколейной железной дороги после длительного простоя возобновил деятельность Зигазинский чугуноплавильный завод, ставший по сути вторым доменным цехом Белорецкого завода. В 1934 году доменное производство там было прекращено, с этого времени до 1950-х годов предприятие производило только древесный уголь для обеспечения Белорецкого завода.
В 1930-е годы началось активное освоение новых видов продукции: в 1923 году, при активном участии профессора Уральского политехнического института С. С. Штейнберга, впервые в России был освоен метод патентирования, позволивший наладить производство стальной проволоки, в августе 1925 года на сталепроволочно-канатном заводе были установлены первые канатные станки и свиты первые канаты, в 1936 году — вводится в строй цех про производству тончайших тросов.
В 1940 году металлургический завод был реорганизован в комбинат. В него вошли горно-рудное, металлургическое, Тирлянское листопрокатное производство.
К началу Великой Отечественной войны в Белорецке основными промышленными предприятиями были два завода: Белорецкий металлургический завод (БМЗ) и Белорецкий сталепроволочно-канатный завод (БСПКЗ) (в 1959 году они были объединены в одно предприятие — Белорецкий металлургический комбинат). Связка двух заводов оказалась уникальной и сыграла в годы войны значительную роль. БМЗ имел собственную сырьевую базу для производства чугуна и стали, а БСПКЗ осуществлял дальнейший выпуск готовой металлургической продукции из заготовки БМЗ. 
В условиях немецкой оккупации западных территорий СССР, БСПКЗ стал играть важнейшую роль единственного поставщика изделий, от которых напрямую зависела обороноспособность страны. Ни одна единица автоматического оружия Советского Союза не смогла бы стрелять без пружинной проволоки, произведенной на БСПКЗ. Стальные канаты использовались в угольной и горнорудной промышленности, морском и речном транспорте, на подъемно-транспортном оборудовании всех предприятий страны. Авиационные канаты, проволока особо высокого сопротивления требовались для производства самолётов, пружинная проволока — автомобилей и танков, автоплетенка — «зисов» и полуторок. Кардная, ремизная, гребнечесальная, игольная проволока были нужны для пошива гимнастерок, шинелей, парашютов. Аэростатные тросы, специальные сорта рояльной, морской и кабельной проволоки также шли на оборонные заказы, которых с каждым днем становилось все больше. Белорецк превратился в центр метизной промышленности СССР. До 1943 года никто, кроме Белорецка, не поставлял метизы на танковые, авиационные, артиллерийские, оружейные предприятия. Затем подключились Магнитогорский метизно-металлургический и калибровочный заводы. В память о самоотверженном труде в тылу в годы Великой Отечественной войны работников Белорецкого металлургического комбината в Белорецке поставлена стела «Сталепроволочникам — труженикам тыла» и памятник металлургам, павшим в боях за Родину.
В конце 1950-х годов в Белорецке было открыто вечернее отделение Магнитогорского горно-металлургического института (ныне филиал МГТУ им. Носова). Здесь готовят инженеров-металлургов для БМК.
На Белорецкие заводы были эвакуированы Московский, Одесский, Харцызский метизные заводы. Производство стали значительно возрастает, достигнув своего максимума в 1943 году — 160 тысяч тонн, или 146 % к довоенному 1940 году. Освоен выпуск проволоки из легированных марок стали, выплавленной мартеновским способом, — шарикоподшипниковой, пружинной хромованадиевой, нержавеющей для нужд оборонной промышленности.
Распоряжением Совета народных комиссаров от 18 апреля 1942 года Белорецкий сталепроволочноканатный завод был объявлен военным предприятием. Ему был присвоен № 706 и позывной «Жемчужина». В 1943 году закончено строительство канатного цеха № 17. С 1943 года цехам металлургического завода неоднократно присуждалось переходящее Красное знамя Государственного комитета обороны СССР. В 1945 году оно было передано комбинату на вечное хранение.
За годы первых послевоенных пятилеток на сталепроволочно-канатном заводе разрабатываются новые технологии производства проволоки различного назначения и стальных канатов. Так, в 1948—1952 годах был успешно разработан и внедрен в производство новый способ изготовления оцинкованной проволоки, авторам разработки была вручена Сталинская премия.
Крупным событием стало объединение в один комбинат в 1959 году металлургического, сталепроволочно-канатного, Тирлянского заводов, Туканского рудника и узкоколейной железной дороги. Было образовано предприятие с полным металлургическим циклом, конечной продукцией которого являются высококачественные метизные изделия.
В пятидесятые годы впервые в стране на БМК была разработана уникальная технология производства металлокорда из тончайшей латунированной проволоки для армирования автомобильных и авиационных шин. Было введено производство проволоки микронных размеров из легированных сталей и сплавов высокого омического сопротивления.
1961 году был запущен в работу цех металлокорда, в 1962 году — цех высокопрочной проволоки.
За успехи в работе Белорецкий металлургический комбинат в 1966 году награждён орденом Трудового Красного знамени. Большой объём работ осуществлен коллективом комбината в 1970 году по вводу в эксплуатацию цеха легированной проволоки.
В 1980 году введен в эксплуатацию высокоавтоматизированный прокатный стан «150» мощностью 400 тысяч тонн катанки в год.
В 1994 году Белорецкий металлургический комбинат был преобразован в АО «Белорецкий металлургический комбинат». С 11 апреля 1996 года — Открытое акционерное общество «Белорецкий металлургический комбинат».

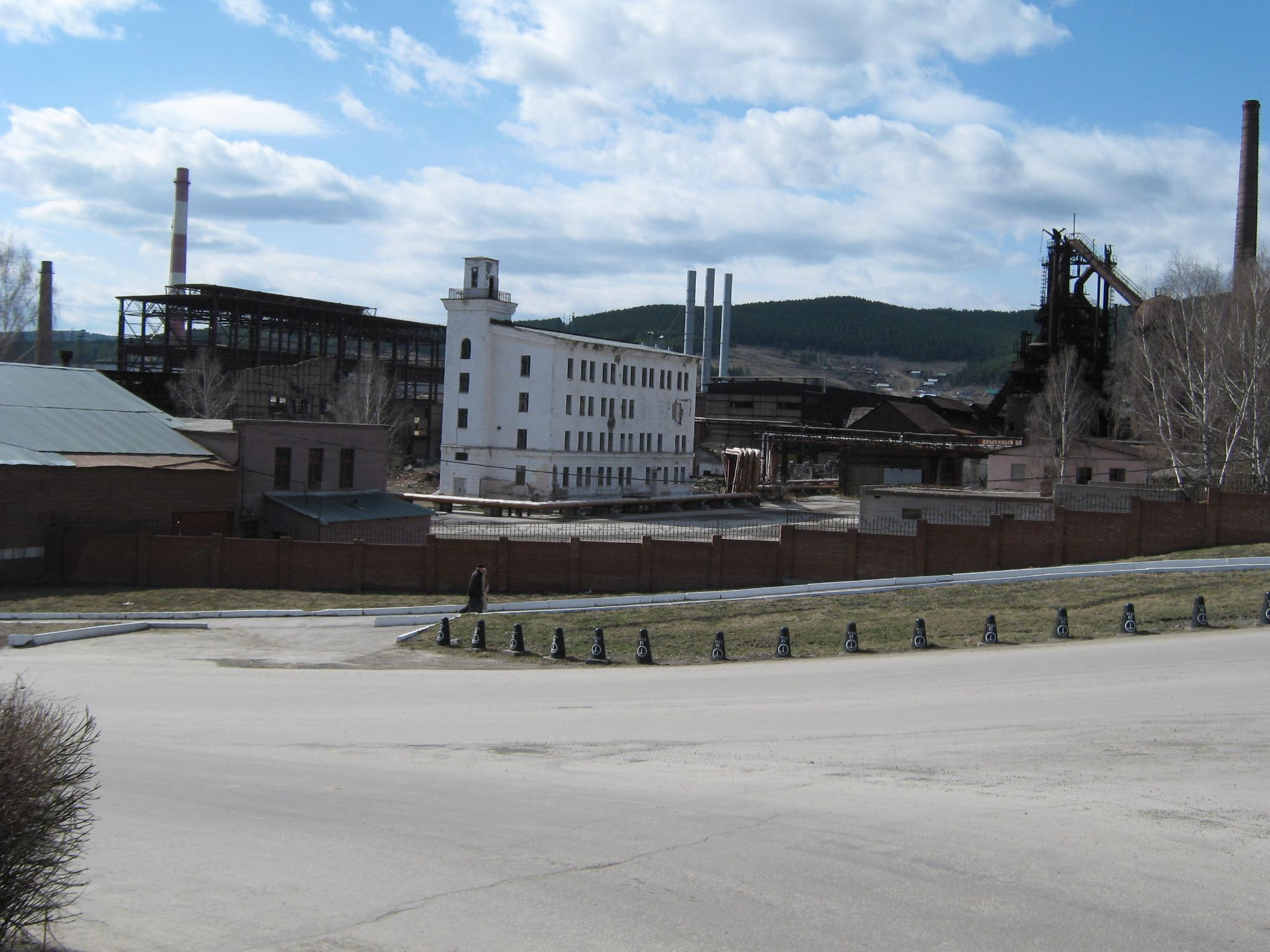
Вид на комбинат в 2009 году

В 2002 году домны и мартены Белорецкого металлургического комбината по экономическим соображениям были выведены из эксплуатации, основой производства Белорецкого металлургического комбината стало сталепроволочно-канатное производство. В 2003 году БМК вошел в состав компании «Мечел». С 2016 года — Акционерное общество «Белорецкий металлургический комбинат».
В 2012 году Белорецкий Металлургический Комбинат отметил 250-летие со дня основания, в честь чего на заводской площади был открыт памятник Ивану Твердышеву. Скульптура высотой в 2,5 метра была отлита на Каслинском заводе архитектурно-художественного литья. Автор скульптуры — скульптор Каслинского завода Н. Куликова.
В июне 2021 года на комбинате запустили в эксплуатацию новую линию по производству проволоки.

## Деятельность
Сортамент выпускаемой на БМК продукции включает в себя катанку, стальную проволоку из качественных марок стали — углеродистых, легированных и нержавеющих, канаты различных конструкций без покрытия и оцинкованных, ленту различных размеров и сечений, гвозди, сетку.

## Награды
- В 1895 году продукция Белорецкого завода завоевала на Всероссийской выставке в Нижнем Новгороде высшую награду — «Государственный герб».
- Орден Трудового Красного Знамени (1966)
- Международные призы: «Золотой Глобус» — за высокие показатели бизнеса (Копенгаген, Восточный фонд развития, 1993), «Золотая звезда» — за имидж фирмы (Мадрид, 18-й Всемирный конгресс бизнесменов, 1993); Европейский приз качества — за качество и стабильность поставок экспортной продукции (Париж, Клуб лидеров торговли, 1994).
- Продукция комбината отмечена дипломами «100 лучших товаров России», «Лучшие товары Башкортостана», «Лучший экспортер РБ», «Лучший российский экспортер». В разные годы комбинат был удостоен звания «Лучшая промышленная компания Республики Башкортостан» и награждён Благодарственным письмом Президента Башкортостана, а также золотым Знаком, Дипломом первого республиканского конкурса «Экологически безопасное производство РБ». Удостоен Премии Правительства Российской Федерации в области качества, Премии Президента Республики Башкортостан в области качества продукции.

## Известные сотрудники
Севров, Константин Павлович (1904—1972) — советский учёный, создатель научной школы по смесительным машинам, начинал трудовую деятельность техником-конструктором на Белорецком металлургическом заводе (1928—1932).